# Manturovo
Manturovo (rusky Мантурово) je město v Kostromské oblasti v Ruské federaci. Při sčítání lidu v roce 2010 mělo sedmnáct tisíc obyvatel.

## Poloha a doprava
Manturovo leží na pravém, západním břehu Unži, levého přítoku Volhy v úmoří Kaspického moře. Od Kostromy, správního střediska oblasti, je vzdáleno přibližně 260 kilometrů severovýchodně.
Ve městě je železniční stanice Transsibiřské magistrály.

## Dějiny
Místní zdroje zmiňují vesnici Manturovo poprvé k roku 1617. Jméno je zřejmě ještě starší a je ugrofinského původu. Od 70. let 19. století se zde začaly konat týdenní trhy a význam obce vzrostl. Měla v té době přibližně 160 obyvatel.
Další rozvoj přišel s postavením zdejšího úseku Transsibiřské magistrály počátkem 20. století. V roce 1906 byl uveden do provozu úsek Vologda – Vjatka a u Manturova byla postavena stanice. To významně přispělo k rozvoji zdejšího dřevařského průmyslu: Už v roce 1917 byly v obci čtyři pily.
V roce 1927 se obec stala sídlem městského typu. Městem je od roku 1958.